# Laurie Boschman
Laurie Joseph Boschman (* 4. Juni 1960 in Major, Saskatchewan) ist ein ehemaliger kanadischer Eishockeyspieler, der im Verlauf seiner aktiven Karriere zwischen 1977 und 1995 unter anderem 1066 Spiele für die Toronto Maple Leafs, Edmonton Oilers, Winnipeg Jets, New Jersey Devils und Ottawa Senators in der National Hockey League auf der Position des Centers bestritten hat. Boschman, der im NHL Entry Draft 1979 an der neunten Gesamtposition ausgewählt wurde, war in der Saison 1992/93 der erste Mannschaftskapitän in der Franchise-Geschichte der neu gegründeten Ottawa Senators.

## Karriere
Laurie Boschman begann seine Karriere als Eishockeyspieler bei den Brandon Wheat Kings, bei denen er von 1976 bis 1979 spielte und mit denen er in der Saison 1978/79 als Meister in der Western Hockey League den President’s Cup gewann. Anschließend wurde der Flügelspieler im NHL Entry Draft 1979 in der ersten Runde als insgesamt neunter Spieler von den Toronto Maple Leafs ausgewählt. Für Toronto spielte Boschman insgesamt drei Jahre lang, ehe er gegen Ende der Saison 1982/83 zu den Edmonton Oilers transferiert wurde, die ihn wiederum nach nur einem Jahr an die Winnipeg Jets abgaben. In Winnipeg blieb Boschman sieben Jahre, ehe er an die New Jersey Devils abgegeben wurde, bei denen er von 1990 bis 1992 spielte. Nachdem die Ottawa Senators den Kanadier im NHL Expansion Draft 1992 von New Jersey verpflichtet hatten, beendete er nach einer Spielzeit in seiner kanadischen Heimat seine NHL-Karriere.
Nach einem Jahr Pause lief Boschman in der Saison 1994/95 noch einmal für die Fife Flyers in der British Hockey League auf.

## Erfolge und Auszeichnungen
- 1979 President’s-Cup-Gewinn mit den Brandon Wheat Kings
- 1979 WHL First All-Star Team
- 1979 Memorial Cup All-Star Team

## Karrierestatistik
(Legende zur Spielerstatistik: Sp oder GP = absolvierte Spiele; T oder G = erzielte Tore; V oder A = erzielte Assists; Pkt oder Pts = erzielte Scorerpunkte; SM oder PIM = erhaltene Strafminuten; +/− = Plus/Minus-Bilanz; PP = erzielte Überzahltore; SH = erzielte Unterzahltore; GW = erzielte Siegtore; 1 Play-downs/Relegation; Kursiv: Statistik nicht vollständig)